# جیم کوپر (بازیکن فوتبال)
جیم کوپر (انگلیسی: Jim Cooper؛ زادهٔ ۱۹ ژانویهٔ ۱۹۴۲) بازیکن فوتبال اهل بریتانیا است.
از باشگاه‌هایی که در آن بازی کرده‌است می‌توان به باشگاه فوتبال کرو آلکساندرا، باشگاه فوتبال منزفیلد تاون، باشگاه فوتبال ساوتپورت، و باشگاه فوتبال بلکپول اشاره کرد.